# Адугак (остров)
Адугак (англ. Adugak Island, возможно от алеут. Adudak) — маленький островок в составе Лисьих островов, которые в свою очередь входят в состав Алеутских островов. В административном отношении относится к зоне переписи населения Западные Алеутские острова, штат Аляска, США.
Остров составляет примерно 2 км в длину и расположен в 8 км к северо-западу от крупного острова Умнак. Максимальная высота — 31 м над уровнем моря. Акватория вблизи острова очень опасна для судов из-за многочисленных скал, расположенных вблизи водной поверхности. Адугак является охраняемым лежбищем сивучей, которые находятся под угрозой исчезновения.